# Frances Crews James
Frances Crews „Fran“ James (* 29. September 1930 als Frances Rowe Crews), auch als Frances C. James zitiert, ist eine US-amerikanische Ökologin, Ornithologin und Hochschullehrerin. 

## Leben
Frances James ist die Tochter von Maurice Augustus Crews und Ruby Talbot Gaudet. Sie wuchs in einem Vorort von Philadelphia, Pennsylvania, auf. 1952 erwarb sie den Bachelor of Arts in Zoologie am Mount Holyoke College in South Hadley, Massachusetts. 1954 heiratete sie den Ornithologen Douglas A. James (1925–2018), dem sie nach Fayetteville, Arkansas, folgte. 1956 legte sie ihre Masterarbeit mit dem Titel The influence of the Mississippi River on the nocturnal migration of birds an der Louisiana State University (LSU) vor und unterrichtete in Teilzeit an der University of Arkansas. Während ihrer Zeit an der LSU beteiligte sie sich an einer bedeutenden Studie über den nächtlichen Vogelzug, bei der die Silhouetten der Vögel beim Überqueren des Mondes beobachtet wurden. Nachdem sie die drei Töchter Sigrid, Helen und Avis großgezogen hatte, begann sie 1965 mit ihrem Doktoratsstudium an der University of Arkansas, wo sie 1970 im Alter von 40 Jahren mit der Dissertation Geographic size variation in birds and its relationship to climate zum Ph.D. promoviert wurde. In ihrer Doktorarbeit untersuchte sie die Muster der intraspezifischen Größenvariation bei 12 Vogelarten, die in verschiedenen Gebieten der Vereinigten Staaten vorkommen. James befasste sich speziell mit der Bergmannschen Regel, und stellte die NeoBergmannian Rule auf, die die Wechselwirkung zwischen Feuchtigkeit und Temperatur in ihren Auswirkungen auf die Wärmeregulierung hervorhebt.
Nach ihrer Scheidung zog James 1973 mit ihrer jüngsten Tochter nach Washington, D.C., wo sie als Programmleiterin bei der National Science Foundation tätig war. 1977 wechselte sie an die Abteilung für Biowissenschaften der Florida State University, wo sie zunächst als außerordentliche Professorin und ab 1984 als ordentliche Professorin lehrte. 2003 wurde sie emeritiert. Sie unterrichtete Kurse in Wirbeltierökologie, Evolution, Naturschutzbiologie und Datenanalyse. Ihr langfristiges Forschungsinteresse galt der Analyse von Mustern intraspezifischer geografischer Variation, Habitatbeziehungen und Populationstrends bei Vögeln. 
1996 veröffentlichten James und ihr Kollege an der Florida State University, der Statistiker Charles McCulloch, einen Artikel mit dem Titel New Approaches to Population Trends in Land Birds in der Zeitschrift Ecology. Sie schlugen neue Ansätze für die Analyse der Daten aus dem Breeding Bird Survey (BBS) vor, der 1966 von Chandler S. Robbins (1918–2017) begründet wurde, die zwar keinen allgemeinen Rückgang, aber signifikante Bestandsverluste bei Arten aus bestimmten Regionen aufzeigten.
Ab den 1990er Jahren widmete sie sich einem Projekt zum Ökosystemmanagement über den gefährdeten Kokardenspecht (Leuconotopicus borealis).
2009 veröffentlichte sie in Zusammenarbeit mit John Pourtless die Monographie Cladistics and the Origin of Birds: A Review and Two New Analyses, die sich mit der Hypothese befasst, dass moderne Vögel Theropoden aus der Gruppe der Maniraptora sind. Frances und Pourtless bezeichnen diese Annahme als „BMT-Hypothese“ und kamen zu dem Schluss, dass die Belege für diesen Ansatz schwächer sind als in vielen Vorgängerstudien behauptet wird.
Einige bekannte Theropoden aus der Gruppe der Maniraptora (Dromaeosauridae, Troodontidae und Oviraptorosauria) stehen entwicklungsgeschichtlich den modernen Vögeln möglicherweise näher, als der Urvogel Archaeopteryx, und gehören damit wahrscheinlich zu den Vögeln und nicht zu den Dinosauriern.
Der von Frances und Pourtless durchgeführte Kishino-Hasegawa-Test (ein Test von zwei konkurrierenden topologischen Hypothesen, der geeignet ist, wenn beide Hypothesen von vornherein festgelegt sind) ergab keinen statistischen Unterschied zwischen der Hypothese, dass Vögel eine Klade innerhalb der Maniraptora repräsentieren, und der Hypothese, dass die Kernkladen der Maniraptora (Oviraptorosauria, Troodontidae und Dromaeosauria) tatsächlich flugfähige und flugunfähige Radiationen innerhalb der durch den Archaeopteryx und die modernen Vögel (Aves) gebildeten Klade waren.
Zusätzliche statistische Tests zeigten, dass sowohl die Hypothese der frühen Archosauria als auch die „Crocodylomorpha“-Hypothese mindestens so gut unterstützt werden wie die „BMT-Hypothese“. Diese Ergebnisse zeigen, dass die Gruppe Theropoda in ihrer jetzigen Form möglicherweise nicht monophyletisch ist und dass der Verifizierungs-Ansatz der „BMT“-Literatur zu irreführenden Studien über den Ursprung der Vögel führen kann.
James war von 1984 bis 1986 die erste Präsidentin der American Ornithologists’ Union. 1992 erhielt sie den Elliott Coues Award dieser Vereinigung für verdienstvolle Forschungsbeiträge. 1997 war sie Präsidentin des American Institute of Biological Sciences, wo sie mit dem Outstanding Leadership Award ausgezeichnet wurde. Im selben Jahr erhielt sie den Eminent Ecologist Award der Ecological Society of America. 1999 wurde sie mit der Margaret Morse Nice Medal der Wilson Ornithological Society ausgezeichnet. 2001 wurde sie in die American Academy of Arts and Sciences gewählt. 2009 erhielt sie den Loye and Alden Miller Research Award der Cooper Ornithological Society. 2013 bekam sie die Ehrendoktorwürde der University of Arkansas.
Ihre Tochter Helen F. James (* 1956) wurde später eine bekannte Paläornithologin und Paläontologin an der Smithsonian Institution.